# Валери Стефанов
Валери Стоилов Стефанов е български литературовед и писател.

## Биография

### Произход и образование
Роден е на 21 юли 1958 г. в град Станке Димитров (днес Дупница). Завършва Политехническа гимназия (1976 г.) и „Българска филология“ в Софийския държавен университет (1983 г.). Кандидат на филологическите науки (доктор) с дисертация на тема „Литературен и социокултурен контекст в разказите на Светослав Минков“ (1991 г.). Доктор на филологическите науки с втори докторат на тема „Човекът в словото. Проблематизации на идентичността в българската литература“ (2001 г.).

### Професионална кариера
Редовен асистент (1984 г.), доцент (1992 г.) и професор (2002 г.) по история на българската литература в СУ „Св. Климент Охридски“. Ръководител на Катедрата по история на българската литература и декан на Факултета по славянски филологии в Софийския университет (1999 – 2007 г.). Кандидат за ректор на СУ (2011 г.).
Неговите изследвания са ориентирани към широк кръг проблеми, свързани с националната литературна история, с колективната идентичност, културната памет, идеологията и пр.
Участва с доклади на конференции и конгреси в България, Унгария, Словения, Чехия, Словакия, Австрия, Полша, Испания, Англия, Северна Македония, Гърция, Франция.
Член на Висша атестационна комисия – научна комисия по филология в периода 2000 – 2003 г. и 2006 – 2009 г.
Член на редакционен съвет (1994 – 2002) и главен редактор (2007 – 2016) на списание „Литературата“, издание на Факултета по славянски филологии на СУ.
Член на редакционен съвет и водещ на рубрика през 1994 г. в Литературен вестник.

### Обществени дейности
Председател на Съюза на колекционерите в България.
Член на Управителния съвет на Съюза на ловците и риболовците в България. При протестите на съюза през 2015 г. той е един от говорителите на организационния комитет.
Активен участник е в дебатите за средното образование и реформирането му. Собствената си позиция оценява като „умерен консерватизъм“. Един от факторите, които оценява като решаващи за подобряването на ситуацията, според него е „реалното външно оценяване“. Привърженик е частните учебни заведения да бъдат финансирани и с пари от държавния бюджет, ако частните училища и университети не са „лесни продавачници на дипломи“ и имат доказано високо ниво на преподавателите и студентите. Привърженик е на тестовото оценяване, ако обаче тестовете са направени качествено.
Член на журито на националната награда за съвременна българска художествена проза „Хеликон“ през 2017 и 2018 г.

### Взаимоотношения с Държавна сигурност
Със свои решения № 230 от 16 юни 2011 г. и № 2 – 1134 от 28 ноември 2017 г. Комисията по досиетата установява и обявява, че от 1985 г. Валери Стефанов е сътрудничил на Държавна сигурност (ДС) в качеството си на агент към Шесто управление, отдел VII-IV, занимаващ се с тероризъм, бягства от страната, анонимна дейност и издирване на лица.
Вербуван е на 21 август 1985 г. и е регистриран на 4 септември 1985 г. като секретен агент с псевдоним „Андрей Николов“. Не е известно кога е бил свален от действащ оперативен отчет на ДС, но има предложение от 7 февруари 1990 г. за изключване от агентурния апарат и унищожаване на материалите от личното и работното му дело, което е извършено с протокол още същия ден. Според самия него сътрудничеството му се е състояло в анализирането на текстове на терористични заплахи.

### Монографии и сборници с научни статии и есета
- „Имената на времето“. София: Народна младеж, 1988
- „Разказвачът на „модерните времена“. София: Български писател, 1990
- „Творбата – безкраен диалог“. София: Университетско издателство „Св. Климент Охридски“, 1992
- „Лабиринтите на смисъла“. София: Университетско издателство „Св. Климент Охридски“, 1993
- „Литературната институция“. София: Анубис, 1995 ISBN 954-426-120-6 [14][15]
- „Участта Вавилон. Лица, маски и двойници в българската литература“. София: Анубис, 2000 ISBN 954-426-236-9 [16][17]
- „Българска литература XX век“. София: Анубис, 2003 ISBN 954-426-604-6 [18][19]
  - превод на руски: Валерий Стефанов, Болгарская литература ХХ века, МГУ имени М. В. Ломоносова, Москва, 2008.
- „Творбата – място в света“ (2004) ISBN 954-90934-6-8
- „Изкуството да пишем“ (в съавторство с Александър Панов). София: Диоген, 2004
- „Българската литература – светове и светувания“ (в съавторство с Милена Кирова). София: Данте, 2006
- „Дяволът. Опити върху възмутителната история на злото“. София: Университетско издателство „Св. Климент Охридски“, 2007 ISBN 978-954-07-2540-6 [20]
- „Българска словесна култура“. София: Университетско издателство „Св. Климент Охридски“, 2009
- „Възхвала на лова“. София: Български бестселър, 2010 ISBN 978-954-463-142-0
- „The Temple of Humanity. An Apology of the Masonic Brotherhood“. Велико Търново: Фабер, 2011 ISBN 978-954-400-393-7
- „Поетика на любовта“. София: Авлига, 2016, 384 с. ISBN 978-619-7245-09-7
- „Пиещият човек в света на кръчмата“ (в съавторство с Милена Менкова). София: Кантарос, 2017, 230 с. ISBN 978-619-90873-0-5
- „Подписът на Кафка“. Велико Търново: Фабер, 2020, 312 с. ISBN 978-619-0011-44-6
- „Имало едно време в България. Фотографски кодове и носталгични сюжети“. София: Университетско издателство „Св. Климент Охридски“, 2021, 176 с. ISBN 978-954-07-5279-2

### Учебници
- „Литература. 11. клас“. София: Анубис, 1999
- „Литература. Задължителна и профилирана подготовка. 12. клас“ (в съавторство с Александър Панов). София: Анубис, 2003
- „Литература. 8. клас“ (в съавторство с Александър Панов). София: Анубис, 2001, 2006
- „Литература. 8. клас“ (в съавторство с Александър Панов и Младен Влашки). София: Диоген, 2017

### Белетристика
- „Изгубените магарета“, роман, София: Стандарт, 2005 ISBN 978-954-463-078-2 [21][22]
  - превод на словенски: Valeri Stefanov, Izgubljena osla, Maribor, 2010.
- „Някой отдолу“, роман, София: Диоген, 2008 ISBN 978-954-91767-6-6 [23]
- „Слепият градинар или душата си тръгва в 10:45“, роман (2011) ISBN 978-954-400-596-2 [24]
- „Жените са спомен от Мрака“, роман. София: Академична книжна борса, 2014 ISBN 978-619-90078-5-3
- „Любовни истории от Вавилонската библиотека“. София: Колибри, 2016, 200 с. ISBN 978-619-150-845-7

## Награди
- Годишната награда за критика на Сдружение на български писатели за 2005 г. (за монографията „Творбата – място в света“) [25]